# Cité de l'espace
La Cité de l'Espace és un centre de cultura científica orientat a l'espai i a la conquesta de l'espai, dedicat tant a l'astronomia com a l'astronàutica. Situada a Tolosa de Llenguadoc, la Cité de l'Espace es va inaugurar el juny de 1997.
La Cité de l'Espace permet als visitants descobrir la rèplica a gran escala del coet Ariane 5 (53 metres d'alçada), la nau espacial Soiuz i el satèl·lit d'observació de la terra ERS. També podeu visitar un model d'enginyeria de l'estació espacial Mir amb tot el seu equipament. També està equipat amb una cúpula d'observació, La Coupole de l'Astronome.
Gairebé 5 milions de visitants l'han visitat en els seus 20 anys d'existència.

## Galeria

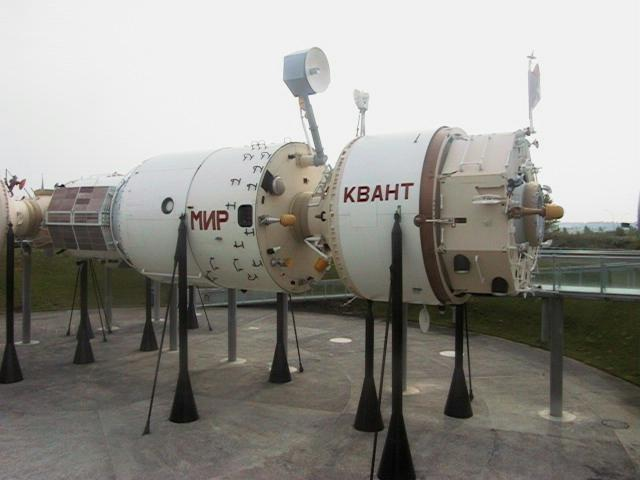
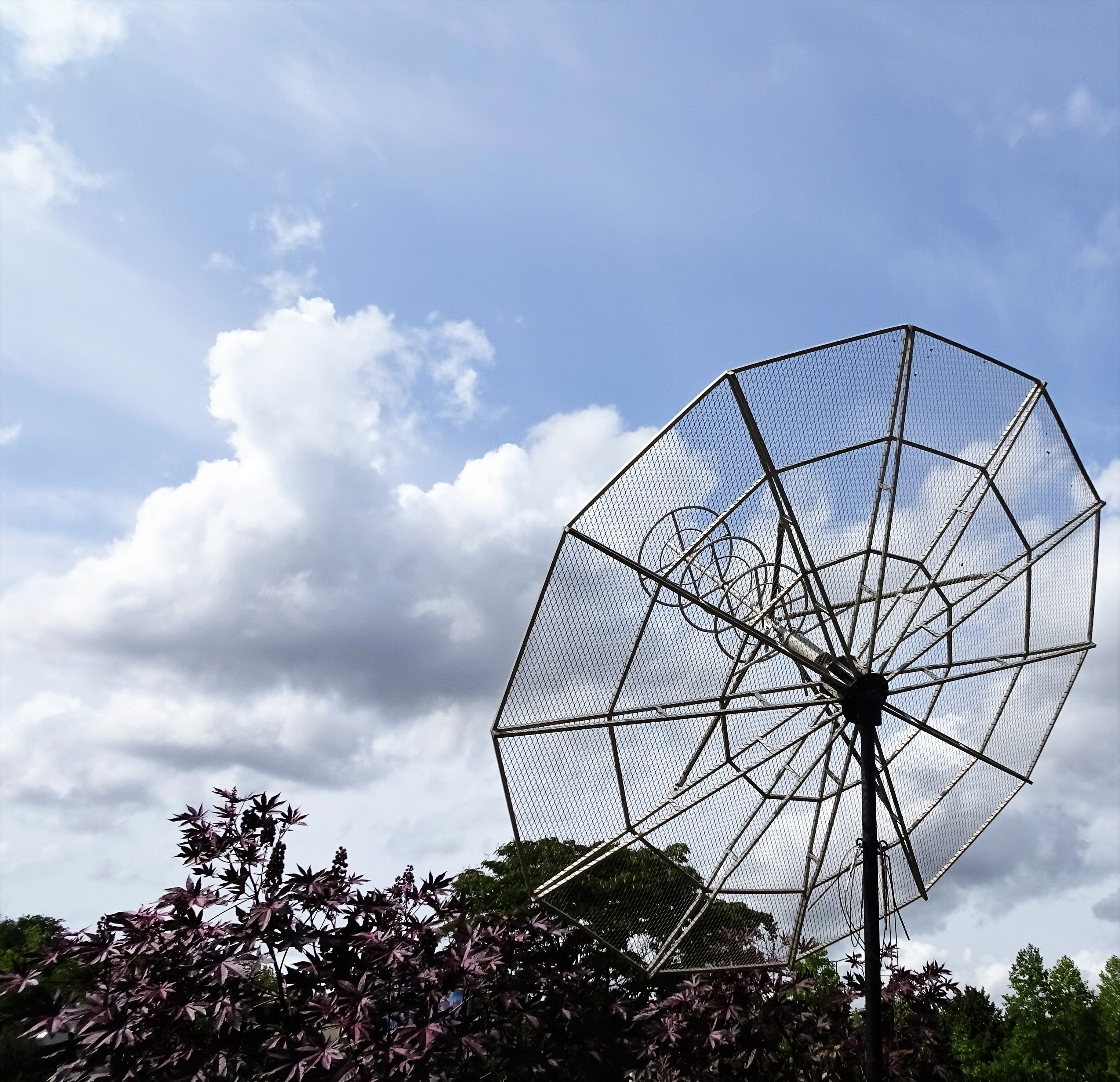